# Polewa naciekowa

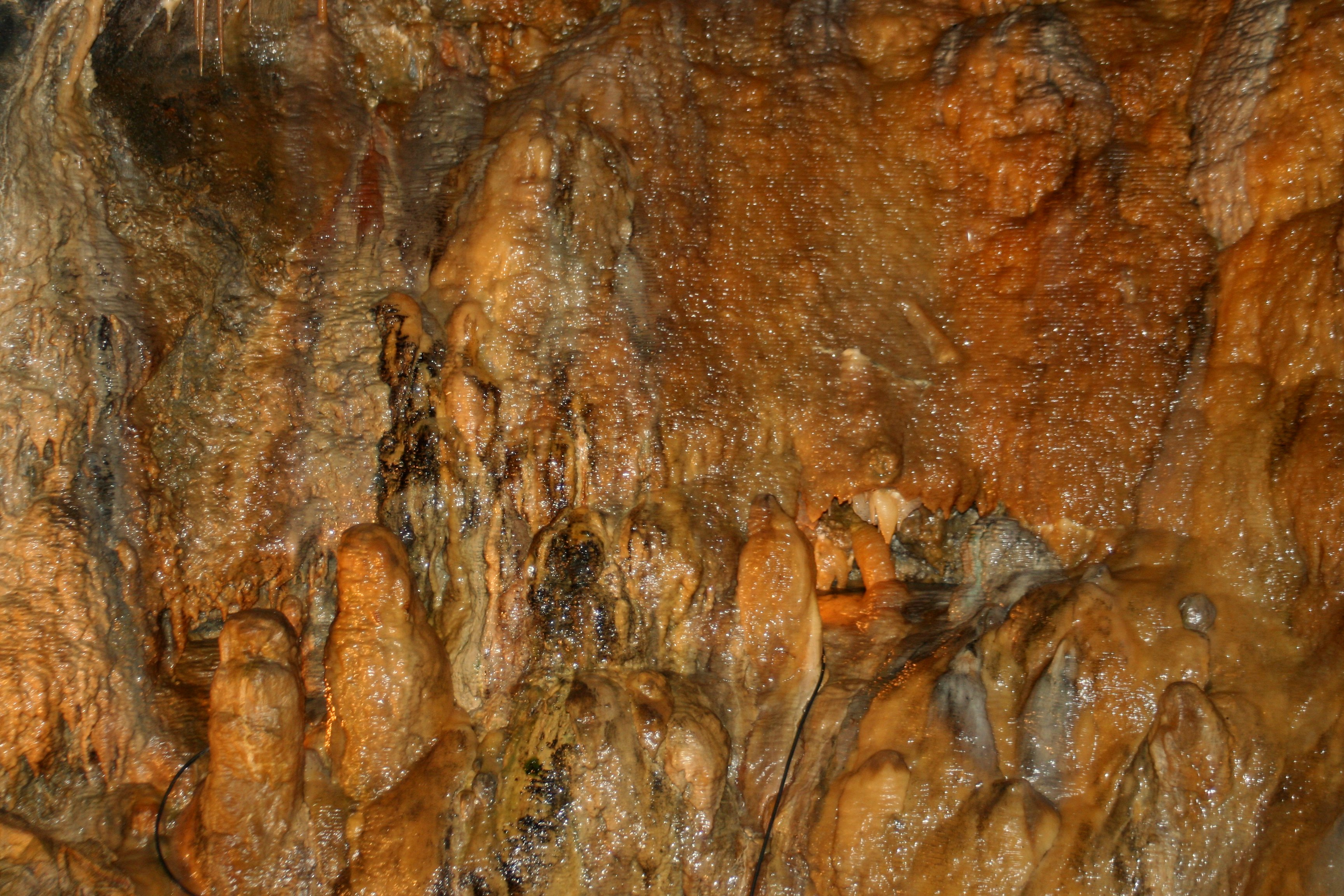
Polewa naciekowa wybarwiona związkami żelaza

Polewa naciekowa – rodzaj nacieku jaskiniowego. Jest to występująca na powierzchni skały (ale również na innym podłożu) warstwa soli mineralnych powstała wskutek odparowania spływającej po podłożu wody zawierającej te sole. Składnikiem większości polew jest kalcyt, ale mogą to być również inne związki chemiczne: gips lub aragonit. Polewy powstają na ścianach, stropach jaskiń i na ich spągu. Są jedną z najczęściej spotykanych form nacieków jaskiniowych.
Jeśli polewa składa się z czystego kalcytu, wówczas jest przezroczysta i bezbarwna. Domieszka pęcherzyków powietrza, lub występujące w niej mikropęknięcia i mikrokryształy powodują, że w zależności od ilości tych defektów polewa staje się półprzezroczysta lub biała. Jeśli ściekająca ze stropu woda zawiera domieszki związków żelaza, wówczas stalaktyty nabierają całej gamy barw od żółtej, przez bursztynową, czerwoną do brunatno-rdzawej. Związki żelaza w wodzie występują powszechnie, stąd też tak częste są te barwy stalaktytów. Zawarte w wodzie jony manganu powodują wybarwienie stalaktytów na ciemny kolor – od brunatnego po czarny.
Polewy mogą być zaliczane zarówno do grupy nacieków twardych, jak i miękkich. Do polew należą także pola ryżowe i nacieki wełniste. Mogą istnieć samodzielnie lub tworzyć się na już istniejących polewach.